# Lijst van voetbalinterlands Israël - Roemenië
Deze lijst van voetbalinterlands is een overzicht van alle officiële voetbalwedstrijden tussen de nationale teams van Israël en Roemenië. De landen speelden tot op heden 23 keer tegen elkaar. De eerste ontmoeting, een vriendschappelijke wedstrijd, werd gespeeld in Tel Aviv op 7 december 1966. Het laatste duel, een kwalificatiewedstrijd voor het Europees kampioenschap voetbal 2024, vond plaats op 18 november 2023 in Felcsút (Hongarije).

## Wedstrijden
| №  | Plaats       | Datum             | Competitie           | Wedstrijd         | Uitslag |
| -- | ------------ | ----------------- | -------------------- | ----------------- | ------- |
| 1  | Tel Aviv     | 7 december 1966   | Vriendschappelijk    | Israël – Roemenië | 1 – 2   |
| 2  | Tel Aviv     | 4 december 1974   | Vriendschappelijk    | Israël – Roemenië | 0 – 1   |
| 3  | Tel Aviv     | 19 december 1978  | Vriendschappelijk    | Israël – Roemenië | 1 – 1   |
| 4  | Tel Aviv     | 8 april 1981      | Vriendschappelijk    | Israël – Roemenië | 2 – 1   |
| 5  | Tel Aviv     | 8 november 1983   | Vriendschappelijk    | Israël – Roemenië | 1 – 1   |
| 6  | Oradea       | 11 april 1984     | Vriendschappelijk    | Roemenië – Israël | 0 – 0   |
| 7  | Petach Tikwa | 21 november 1984  | Vriendschappelijk    | Israël – Roemenië | 1 – 1   |
| 8  | Ramat Gan    | 8 oktober 1986    | Vriendschappelijk    | Israël – Roemenië | 2 – 4   |
| 9  | Boekarest    | 8 april 1987      | Vriendschappelijk    | Roemenië – Israël | 3 – 2   |
| 10 | Haifa        | 3 februari 1988   | Vriendschappelijk    | Israël – Roemenië | 0 – 2   |
| 11 | Sibiu        | 23 november 1988  | Vriendschappelijk    | Roemenië – Israël | 3 – 0   |
| 12 | Haifa        | 25 april 1990     | Vriendschappelijk    | Israël – Roemenië | 1 – 4   |
| 13 | Boekarest    | 22 september 1993 | Vriendschappelijk    | Roemenië – Israël | 1 – 0   |
| 14 | Ramat Gan    | 14 december 1994  | EK 1996 kwalificatie | Israël – Roemenië | 1 – 1   |
| 15 | Boekarest    | 7 juni 1995       | EK 1996 kwalificatie | Roemenië – Israël | 2 – 1   |
| 16 | Boekarest    | 14 augustus 1996  | Vriendschappelijk    | Roemenië – Israël | 2 – 0   |
| 17 | Boekarest    | 18 maart 1998     | Vriendschappelijk    | Roemenië – Israël | 0 – 1   |
| 18 | Boekarest    | 10 maart 1999     | Vriendschappelijk    | Roemenië – Israël | 0 – 2   |
| 19 | Ramat Gan    | 6 februari 2008   | Vriendschappelijk    | Israël – Roemenië | 1 – 0   |
| 20 | Netanja      | 24 maart 2018     | Vriendschappelijk    | Israël – Roemenië | 1 – 2   |
| 21 | Netanja      | 29 maart 2022     | Vriendschappelijk    | Israël − Roemenië | 2 − 2   |
| 22 | Boekarest    | 9 september 2023  | EK 2024 kwalificatie | Roemenië − Israël | 1 − 1   |
| 23 | Felcsút      | 18 november 2023  | EK 2024 kwalificatie | Israël − Roemenië | 1 − 2   |

## Samenvatting
| Competitie        | Totaal gespeeld | Winst Israël | Gelijk | Winst Roemenië | Doelsaldo Israël – Roemenië |
| ----------------- | --------------- | ------------ | ------ | -------------- | --------------------------- |
| EK-kwalificatie   | 4               | 0            | 2      | 2              | 4 − 6                       |
| Vriendschappelijk | 19              | 4            | 5      | 10             | 18 − 30                     |
| Totaal            | 23              | 4            | 7      | 12             | 21 − 34                     |

## Details

### Negende ontmoeting
| Vriendschappelijk (Boekarest, Roemenië, 8 april 1987 ):     |            |                                        |
| Roemenië                                                    | 3 – 2      | Israël                                 |
| Septimiu Cîmpeanu 21' Miodrag Belodedici 38' Ion Kramer 82' | doelpunten | 19' Daniel Brailovsky 80' Shalom Tikva |
| Emerich Jenei                                               | bondscoach | Miljenko Mihić                         |

IFA · A-internationals · Kwalificatiewedstrijden · Bondscoaches · Statistieken · Israëlisch vrouwenelftal · Olympisch elftal · Israël U21 · Israël U20 · Israël U19 · Israël U18 · Israël U17 · Israël U16
1934 – 1939 · 
1940 – 1949 · 
1950 – 1959 · 
1960 – 1969 · 
1970 – 1979 · 
1980 – 1989 · 
1990 – 1999 · 
2000 – 2009 · 
2010 – 2019 ·
2020 − 2029
WK 1970
1934 · 
1935–1937 · 
1938 · 
1939 · 
1948 · 
1941–1947 · 
1948 · 
1949 · 
1950 · 
1951–1952 · 
1953 · 
1954 · 
1955 · 
1956 · 
1957 · 
1958 · 
1959 · 
1960 · 
1961 · 
1962 · 
1963 · 
1964 · 
1965 · 
1966 · 
1967 · 
1968 · 
1969 · 
1970 · 
1971 · 
1972 · 
1973 · 
1974 · 
1975 · 
1976 · 
1977 · 
1978 · 
1979 · 
1980 · 
1981 · 
1982 · 
1983 · 
1984 · 
1985 · 
1986 · 
1987 · 
1988 · 
1989 · 
1990 · 
1991 · 
1992 · 
1993 · 
1994 · 
1995 · 
1996 · 
1997 · 
1998 · 
1999 · 
2000 · 
2001 · 
2002 · 
2003 · 
2004 · 
2005 · 
2006 · 
2007 · 
2008 · 
2009 · 
2010 · 
2011 · 
2012 · 
2013 · 
2014 · 
2015 ·
2016 ·
2017 ·
2018 ·
2019 ·
2020 ·
2021 ·
2022 ·
2023
Albanië · 
Andorra ·
Argentinië ·
Armenië ·
Australië ·
Azerbeidzjan ·
België ·
Bosnië en Herzegovina ·
Brazilië ·
Bulgarije ·
Chili ·
Colombia ·
Cyprus ·
Denemarken ·
Duitsland ·
Engeland ·
Estland ·
Ethiopië ·
Faeröer ·
Filipijnen ·
Finland ·
Frankrijk ·
Georgië ·
GOS ·
Griekenland ·
Guatemala ·
Honduras ·
Hongarije ·
Hongkong ·
Ierland ·
IJsland ·
India ·
Iran ·
Italië ·
Ivoorkust ·
Japan ·
Joegoslavië ·
Kosovo ·
Kroatië ·
Letland ·
Liechtenstein ·
Litouwen ·
Luxemburg ·
Maleisië ·
Malta ·
Mexico ·
Moldavië ·
Montenegro ·
Myanmar ·
Nederland ·
Nieuw-Zeeland ·
Noord-Ierland ·
Noord-Macedonië ·
Noorwegen ·
Oekraïne ·
Oezbekistan ·
Oostenrijk ·
Pakistan ·
Polen ·
Portugal ·
Roemenië ·
Rusland ·
San Marino ·
Schotland ·
Servië ·
Singapore ·
Slovenië ·
Slowakije ·
Sovjet-Unie ·
Spanje ·
Taiwan ·
Thailand ·
Tsjechië ·
Turkije ·
Uruguay ·
Verenigde Staten ·
Wales ·
Wit-Rusland ·
Zambia ·
Zuid-Afrika ·
Zuid-Korea ·
Zuid-Vietnam ·
Zweden ·
Zwitserland
FRF · A-internationals · Selecties · Bondscoaches · Statistieken · Roemeens vrouwenelftal · Olympisch elftal · Roemenië U21 · Roemenië U20 · Roemenië U19 · Roemenië U18 · Roemenië U17 · Roemenië U16
1922 – 1929 · 
1930 – 1939 · 
1940 – 1949 · 
1950 – 1959 · 
1960 – 1969 · 
1970 – 1979 · 
1980 – 1989 · 
1990 – 1999 · 
2000 – 2009 · 
2010 – 2019 · 
2020 – 2029
EK's: 1984 · 
1996 · 
2000 · 
2008 · 
2016 · 
2024
WK's: 1930 · 
1934 · 
1938 · 
1970 · 
1990 · 
1994 · 
1998
OS: 1924 · 
1952 · 
1964 · 
2020
1922 · 
1923 · 
1924 · 
1925 · 
1926 · 
1927 · 
1928 · 
1929 · 
1930 · 
1931 · 
1932 · 
1933 · 
1934 · 
1935 · 
1936 · 
1937 · 
1938 · 
1939 · 
1940 · 
1941 · 
1942 · 
1943 · 
1944 · 
1945 · 
1946 · 
1947 · 
1948 · 
1949 · 
1950 · 
1952 · 
1952 · 
1953 · 
1954 · 
1955 · 
1956 · 
1957 · 
1958 · 
1959 · 
1960 · 
1961 · 
1962 · 
1963 · 
1964 · 
1965 · 
1966 · 
1967 · 
1968 · 
1969 · 
1970 · 
1971 · 
1972 · 
1973 · 
1974 · 
1975 · 
1976 · 
1977 · 
1978 · 
1979 · 
1980 · 
1981 · 
1982 · 
1983 · 
1984 · 
1985 · 
1986 · 
1987 · 
1988 · 
1989 · 
1990 · 
1991 · 
1992 · 
1993 · 
1994 · 
1995 · 
1996 · 
1997 · 
1998 · 
1999 · 
2000 · 
2001 · 
2002 · 
2003 · 
2004 · 
2005 · 
2006 · 
2007 · 
2008 · 
2009 · 
2010 · 
2011 · 
2012 · 
2013 · 
2014 · 
2015 ·
2016 ·
2017 ·
2018 ·
2019 ·
2020 ·
2021 ·
2022 ·
2023
Albanië ·
Algerije ·
Andorra ·
Argentinië ·
Armenië ·
Australië ·
Azerbeidzjan ·
België ·
Bolivia ·
Bosnië en Herzegovina ·
Brazilië ·
Bulgarije ·
Chili ·
China ·
Colombia ·
Congo-Kinshasa ·
Cuba ·
Cyprus ·
DDR ·
Denemarken ·
Duitsland ·
Ecuador ·
Egypte ·
Engeland ·
Estland ·
Faeröer ·
Finland ·
Frankrijk ·
Georgië ·
Griekenland ·
Honduras ·
Hongarije ·
Ierland ·
IJsland ·
Irak ·
Iran ·
Israël ·
Italië ·
Ivoorkust ·
Japan ·
Joegoslavië ·
Kameroen ·
Kazachstan · 
Kosovo · 
Kroatië ·
Letland ·
Liechtenstein ·
Litouwen ·
Luxemburg ·
Malta ·
Marokko ·
Mexico ·
Moldavië ·
Montenegro ·
Nederland ·
Nigeria ·
Noord-Ierland ·
Noord-Macedonië ·
Noorwegen ·
Oekraïne ·
Oostenrijk ·
Paraguay ·
Peru ·
Polen ·
Portugal ·
Rusland ·
San Marino ·
Schotland ·
Servië ·
Slovenië ·
Slowakije ·
Sovjet-Unie ·
Spanje ·
Trinidad en Tobago ·
Tsjechië ·
Tsjecho-Slowakije ·
Tunesië ·
Turkije ·
Turkmenistan ·
Uruguay ·
Verenigde Arabische Emiraten ·
Verenigde Staten ·
Wales ·
Wit-Rusland ·
Zuid-Korea ·
Zweden ·
Zwitserland
Albanië (2016) · 
Frankrijk (2008) · 
Frankrijk (2016) · 
Italië (2008) · 
Nederland (2008) · 
Zwitserland (2016)